# 과학과 근대 세계
《과학과 근대 세계》(Science and the Modern World, 1925년)는 화이트헤드의 도미 이후 제1작으로, 하버드 대학에서의 로웰 강연에 증보를 가한 것이다. 명석하고 매력적인 필치로 쓰였으며, 그의 모든 저작 중 가장 널리 읽히고 있다. 이 책을 통해서 화이트헤드는 과거 3세기에 걸친 근대 과학의 발전이 우리의 세계관을 어떻게 변경시켜 왔는가를 밝히려고 한다.

## 내용
화이트헤드는 근대 과학의 기원부터 설명하기 시작하고 사상사에서 수학의 역할이 차지하는 중요성에 주의를 환기시킨다. 그리고 '천재의 세기'로서 데카르트, 뉴턴, 라이프니츠 등 지적 천재가 속출한 17세기와 이성의 시대로서의 18세기를 설명하는데, 이러한 시대의 사고방식은 대상을 고립된 개체로 파악하는 기계론이며 물질과 정신의 이원론으로서 유기적 연관(오르가니즘)을 결여한 사고방식이라고 비판한다. 이성에 대한 반동으로서 낭만주의가 등장하는데, 여기서 그의 문학에 대한 조예를 볼 수 있다.
다음의 19세기에 눈부신 기술의 진보와 진화론이 등장한다. 이어 상대성 이론과 양자론이 다루어지며, 이러한 이론의 출현에 대해 데카르트 이래의 기계론적, 이원론적 자연관은 완전히 쇠퇴하고 물리학과 함께 생물학이 자연을 설명하는 데 있어 중요한 역할을 하게 된다. 상대성이론이 세계를 시간과 공간의 통일체로 파악하는 방식도, 양자론이 물질 요소의 유기적 조직을 생각하는 방식도, 모두 세계를 유기적으로 생각하는 것이다.
다음에는 과학과 철학의 관계가 거론되고 추상(抽象), 신, 종교와 과학, 사회 진보의 요건 등을 다루는데 어느 것이나 풍부한 실례를 들어서 논하며 저자의 '유기체의 철학'이라는 기본적인 입장에서 철저히 고찰한다.